# Ensayo sobre el principio de la población
El Ensayo sobre el principio de población es una obra del siglo XVIII publicada originalmente en inglés como An essay on the principle of population (1798). Es una obra de demografía escrita por el economista inglés Thomas Robert Malthus, en la que desarrolla la influyente teoría de que la población crece más rápidamente que los recursos, conduciendo a una progresiva pobreza de la población.
La predicción principal de dicha obra se conoce como ley de Malthus, que no se llegó a producir nunca debido a la atenuación del crecimiento poblacional caracterizado por disminución de mortalidad y natalidad, fenómeno recogido en primera instancia por la teoría de la transición demográfica y más recientemente por la teoría de la revolución reproductiva.

## Ley de Malthus
El trabajo de Malthus pretendía interpretar la desigualdad económica, la miseria y la pobreza de las masas trabajadoras bajo el capitalismo como una consecuencia práctica del crecimiento de la población y la escasez de recursos.
Malthus afirmaba que la población se duplicaba cada 25 años, es decir, crecía en progresión geométrica, presentando un crecimiento exponencial. Para ello se basó en los datos de crecimiento de población en Gran Bretaña durante el siglo XVIII. Por otra parte Malthus supuso que los medios de subsistencia, en el mejor de los casos, aumentan en progresión aritmética, es decir, presentan un crecimiento lineal.
Su método positivo habla de buscar el camino del equilibrio mediante la muerte, con sus diferentes formas de alcanzarla como son las epidemias, el hambre, el aborto y las guerras. Para Malthus, el alimento más barato debía ser el pan, pues sacia el apetito sin aportar demasiados nutrientes al organismo (de los marginados).

En vez de recomendarles limpieza a los pobres, hemos de aconsejarles lo contrario, haremos más estrechas las calles, meteremos más gente en las casas y trataremos de provocar la reaparición de alguna epidemia.

Así, Malthus pretendía que los proletarios construyesen sus viviendas en los terrenos pantanosos e insalubres, viendo con malos ojos a los individuos compasivos que creen hacerle un gran beneficio a la humanidad estudiando la manera de extirpar para siempre ciertas enfermedades.
Malthus cree que la miseria es una ley natural e inconmovible, contra la cual es inútil actuar. Por el contrario, si no bastan los cataclismos de la naturaleza, el Estado debe "contribuir" poniendo su ingrediente de guerras, desentendiéndose de la sanidad pública y de cualquier norma de protección humana. De ahí que se oponga a las llamadas Poor Laws ('leyes de pobreza'), estableciendo que los subsidios a los pobres no pueden impedir ni la pobreza ni el hambre: "Si los alimentos no alcanzan para todos, un subsidio a los pobres no puede aumentar su volumen, ya que lo único que puede traer consigo es el aumento de la cantidad de pobres, pero en ningún caso más riquezas."
La teoría de Malthus sobre el crecimiento de la población:

Considerando aceptados mis postulados, afirmo que la capacidad de crecimiento de la población es infinitamente mayor que la capacidad de la tierra para producir alimentos para el hombre.

La población, si no encuentra obstáculos, aumenta en progresión geométrica. Los alimentos tan sólo aumentan en progresión aritmética. Basta con poseer las más elementales nociones de números para poder apreciar la inmensa diferencia a favor de la primera de estas dos fuerzas.
No veo manera por la que el hombre pueda eludir el peso de esta ley, que abarca y penetra toda la naturaleza animada. Ninguna pretendida igualdad, ninguna reglamentación agraria, por radical que sea, podrá eliminar, durante un siglo siquiera, la presión de esta ley, que aparece, pues, como decididamente opuesta a la posible existencia de una sociedad cuyos miembros puedan todos tener una vida de reposo, felicidad y relativa holganza y no sientan ansiedad ante la dificultad de proveerse de los medios de subsistencia que necesitan ellos y sus familias.
Thomas Robert Malthus, Primer ensayo sobre la población (1798)

También está relacionado con la ecuación de crecimiento logístico.

## Modelo matemático
La ley de Malthus predecía por tanto la ocurrencia en el futuro de un fenómeno llamado castástrofe malthusiana en el que los recursos alimentarios serían claramente insostenibles para mantener a la población mundial y sobrevendrían graves guerras y hambrunas que diezmarían a la humanidad. Esta sección formaliza las ideas de Malthus en forma de ecuaciones diferenciales y calcula en función de ciertos parámetros el tiempo de ocurrencia de la catástrofe malthusiana en donde la cantidad de alimentos disponibles no es suficiente para sostener a toda la población.
Expresado en ecuaciones diferenciales el argumento de Malthus es el siguiente: Si P(t) es la población en el año t que crecería exponencialmente (progresión geométrica) y A(t) la cantidad total de alimentos que crecería linealmente (progresión aritmética) las tasas de aumento serían:

(1){\displaystyle {\frac {dP(t)}{dt}}=rP(t),\qquad {\frac {dA(t)}{dt}}=kA_{0}}

La solución de las dos ecuaciones anteriores lleva a que la cantidad de alimento por persona viene dada por:

{\displaystyle a(t)={\frac {A(t)}{P(t)}}={\frac {A_{0}(1+kt)}{P_{0}e^{rt}}}=a_{0}(1+kt)e^{-rt}}

Donde P0 es la población inicial y A0 es la dotación inicial de alimentos (y, por tanto, a0 = A0/P0 la dotación de alimentos por persona inicial). Supongamos ahora que la cantidad mínima de alimentos o ingesta mínima por persona es amin, entonces si las hipótesis de Malthus hubieran sido correctas para todo instante del tiempo, la cantidad de alimentos por persona se habría reducido hasta ser inferior a la cantidad mínima de alimentos por persona en el instante de la catástrofe malthusiana tcm:

(2){\displaystyle a(t_{cm})=a_{min}\quad \Rightarrow \quad {\frac {1+kt_{cm}}{e^{rt_{cm}}}}\leq {\frac {a_{min}}{a_{0}}}}

Puede verse que para cualesquiera valores positivos de r, k, A0, P0 y amin existe un instante del tiempo dado por tcm en el que se produce indefectiblemente la catástrofe malthusiana, si las ecuaciones de evolución (1) no cambian en todo el proceso. La solución de (2) viene dada mediante la función W de Lambert:

(3){\displaystyle t_{cm}=-{\frac {1}{r}}-{\frac {1}{k}}W\left(-r{\frac {a_{min}}{a_{0}}}e^{-r/k}\right)}

Esta última expresión da el tiempo para el cual se produce la catástrofe malthusiana, y se puede ver que ese momento llega antes cuanto mayor es la tasa crecimiento exponencial r.

## Fracaso y éxito de la ley de Malthus
Si bien en su momento muchas personas tomaron seriamente las predicciones de Malthus sobre las consecuencias del aumento de población, el pronóstico catastrofista no se cumplió por varias razones:
- En primer lugar ocurrió la llamada transición demográfica, por la cual muchas sociedades a partir de un nivel de renta moderaron la tasa de natalidad, pasando de un crecimiento exponencial a un crecimiento logístico. Esto implica substituir la primera de las dos ecuaciones en (1), substituyéndola por la ecuación diferencial asociada al crecimiento logístico.
- Por otra parte la tasa de aumento de los recursos alimentarios ha crecido más rápido de lo previsto.

Esas dos hipótesis en conjunto hacen que no se dé la catástrofe malthusiana tras un tiempo finito como indica (3) ya que las relaciones de incremento de población e incremento de recursos reales han diferido de las previstas por Malthus.
Sin embargo algunos autores, como Jared Diamond al analizar el genocidio de Ruanda en su libro Colapso: por qué unas sociedades perduran y otras desaparecen, sugiere que los datos de aumento de población y extrema partición de la tierra sentaron probabilísticamente la base de un conflicto malthusiano en el que el deterioro de las condiciones de vida facilitó la difusión de actitudes genocidas.
Las ideas expuestas en el Ensayo también influyeron poderosamente en otro lector del mismo: Charles Darwin. El naturalista inglés reconoció a los principios malthusianos como inspiración principal a la hora de concebir la teoría de la selección natural expuesta en su obra El origen de las especies (1859).

## Publicación deEnsayo sobre el principio de la población

### Original inglés
- 1798: An Essay on the Principle of Population (Ensayo sobre el principio de la población)

- 1798: 1.ª edición anónima, An Essay on the Principle of Population, as it affects the future improvement of society with remarks on the speculations of Mr. Godwin, M. Condorcet, and other writers.
- 1803: 2.ª edición más extensa (250.000 palabras) con firma de Malthus: An essay on the Principle of Population; or, a view of its past and present effects on human happiness; with an enquiry into our prospects respecting the future removal or mitigation of the evils which it occasions.
- 1806, 1807, 1817 y 1826: 3.ª a 6.ª edición;, con cambios no muy importantes sobre la 2ª edición. (completa de edición de 1806 en Google books)

- 1823 - Population, artículo para la Enciclopedia Británica derivado de Essay....
- 1830 - A Summary View of th Principle of Population, largo extracto sobre el artículo de 1823 (Population)[4]

### Traducción al español
- 1846 - Ensayo sobre el principio de la población, Thomas Robert Malthus, Madrid, 1846.
- 1966 - Primer ensayo sobre la población (traducción de Patricio de Azcárate Diz), Alianza Editorial, 2000, ISBN 84-206-3984-2. -Con magnífico prólogo de John Maynard Keynes Robert Malthus: El primer economista de Cambridge, (The First of The Cambridge Economists 1933, publicado en Essays in Biography, 1933)-.